# 中间雀麦
中间雀麦（学名：Bromus intermedius）为禾本科雀麦属下的一个种。

## 扩展阅读
維基物種上的相關：中间雀麦